# Bärbel Köster
Pour les articles homonymes, voir Köster.
Bärbel Köster, née le 26 mai 1957 à Lübbersdorf, est une kayakiste est-allemande, médaillée de bronze olympique et quadruple championne du monde de sa discipline. Elle pratique la course en ligne.

## Palmarès

### Jeux olympiques
- Jeux olympiques de 1976 à Montréal :
  -  Médaille de bronze en K-2 500 m.

### Championnats du monde
- Championnats du monde de course en ligne de canoë-kayak de 1974 à Mexico :
  -  Médaille d'or en K-2 500 m.
  -  Médaille d'or en K-4 500 m.

- Championnats du monde de course en ligne de canoë-kayak de 1975 à Belgrade :
  -  Médaille d'or en K-2 500 m.
  -  Médaille d'or en K-4 500 m.